# Náměstí Flagey

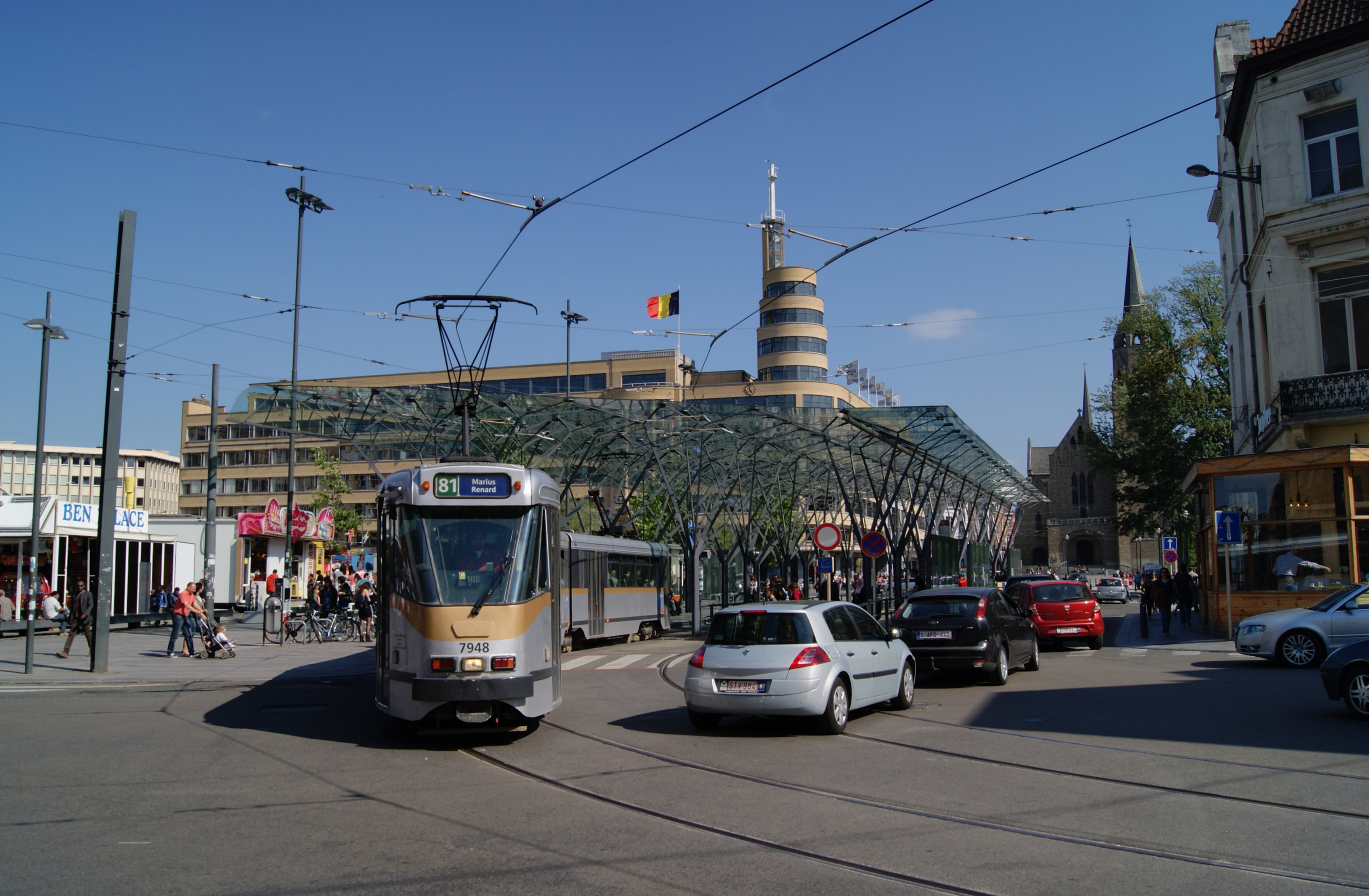
Náměstí s palácem Flagey v pozadí.

Náměstí Flagey (francouzsky Place Eugène Flagey, nizozemsky Flageyplein) je náměstí v jihovýchodní části belgické metropole Bruselu. Administrativně je součástí obce Ixelles, která spadá pod Bruselský region. Náměstí nese název podle starosty Ixelles, Eugène Flageye. 
Náměstí se nachází na pomyslné příčce mezi Evropským parlamentem (parkem Leopold) a Ixelleskými rybníky. Celkem do sebe propojuje celkem deset ulic z okolních čtvrtí a je tak jednou z významnějších dopravních křižovatek belgické metropole. 
Dlouhou dobu se jmenovalo podle nedalekého hospicu Svatého kříže (francouzsky Place Saint Croix). Na náměstí byl v roce 1957 otevřen první vícepatrový obchodní dům v Belgii.[zdroj?]
Náměstí, jehož dominantním objektem je Palác Flagey, sloužilo dlouho jen jako parkoviště a tramvajová zastávka. V roce 2008 byla provedena jeho rozsáhlá rekonstrukce, která byla dlouho odkládána, především kvůli protestům místních obyvatel. Namísto parkoviště vznikla pěší zóna a původní parkoviště bylo přesunuto do podzemí. Pod podzemním parkovištěm se nachází podzemní rezervoár vody vzhledem k riziku možných záplav (náměstí se nachází velmi nízko v porovnání s okolním terénem a je zde vysoká hladina spodní vody).